# Psicoterapia psicodélica

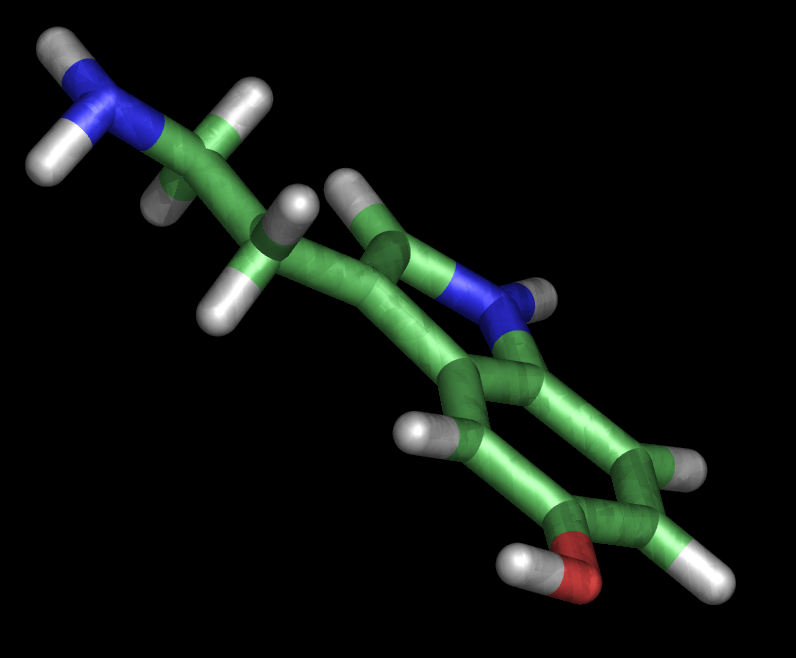
Molécula da serotonina, principal sítio de ação das drogas psicodélicas

Psicoterapia psicodélica ou psicoterapia assistida por psicodélicos, é um método de tratamento cujo objetivo terapêutico é obtido com a utilização de um grupo específico de substâncias psicoativas para apoiar a terapia.   Tais substâncias são classificadas farmacologicamente como psicodislépticos  e abrangem um grupo de substâncias (em sua maioria) com ação serotoninérgica, tais como: LSD, psilocibina e DMT.  Tal modalidade terapêutica refere-se, portanto, à prática de psicoterapia envolvendo o uso de substâncias psicoativas específicas conhecidas como "psicodélicas". 
O uso do termo "psicodélico", proposto por Humphrey Osmond em 1957 enfatiza a oportunidade que essas substâncias proporcionam para a exploração da psique, revelando suas propriedades, ou características, o que é fundamental para a maioria dos métodos de psicoterapia, em detrimento de outros termos como "alucinógenos" ou psicotomiméticos.  
A utilização de tais substâncias é secular e por serem também utilizadas em experiências visionárias culturalmente sancionadas em contextos rituais ou religiosos receberam o nome de enteógenos  Sua investigação no âmbito científico e terapêutico praticamente se iniciou na década de 1950 com a comercialização da dietilamida do ácido lisérgico, tendo sido interrompida por sua proibição em metades dos anos 1960 e sendo retomada nos finais dos anos 1980 com a redescoberta do uso da ayahuasca ou yajé.
Uma revisão dos artigos e livros sobre esse tema enfrentará a tarefa de classificar alguns milhares de artigos, capítulos de livros e livros já escritos do início do século XX até hoje. 
Segundo Fontana (1969),  deverá se proceder a uma revisão de pelo menos duas centenas de artigos tomados como referência de publicações científicas e proselitistas. Essas substâncias devem ser consideradas como auxiliares da psicoterapia no sentido de aumentar o insight e favorecer a conexão e não como um uso per se, que poderia remover ansiedades latentes que deveriam ser elaboradas no processo psicoterápico. Assinala-se a indicação para a maioria dos pacientes neuróticos e chama-se a atenção ao risco de surto psicótico em pacientes susceptíveis.  

## História
Psicoterapia psicodélica, no mais amplo senso, confunde-se com o estudo e utilização de técnicas de meditação, êxtase religioso e xamanismo pela psicologia, que são provavelmente tão antigos quanto o conhecimento humano sobre plantas psicoativas. Embora predominantemente vistos como espirituais por natureza, elementos de técnicas psicoterapêuticas podem ser reconhecidos nos rituais enteogénicos que integram as práticas "médicas" de muitas culturas.   Notavelmente, algumas regiões da América Central (ocupadas por integrantes das culturas Maia e Asteca) e América do Sul (descendentes Incas e integrantes de algumas etnias da Amazônia e Região Nordeste do Brasil) reúnem a maioria das substâncias conhecidas como psicodislépticas ou psicodélicas.  

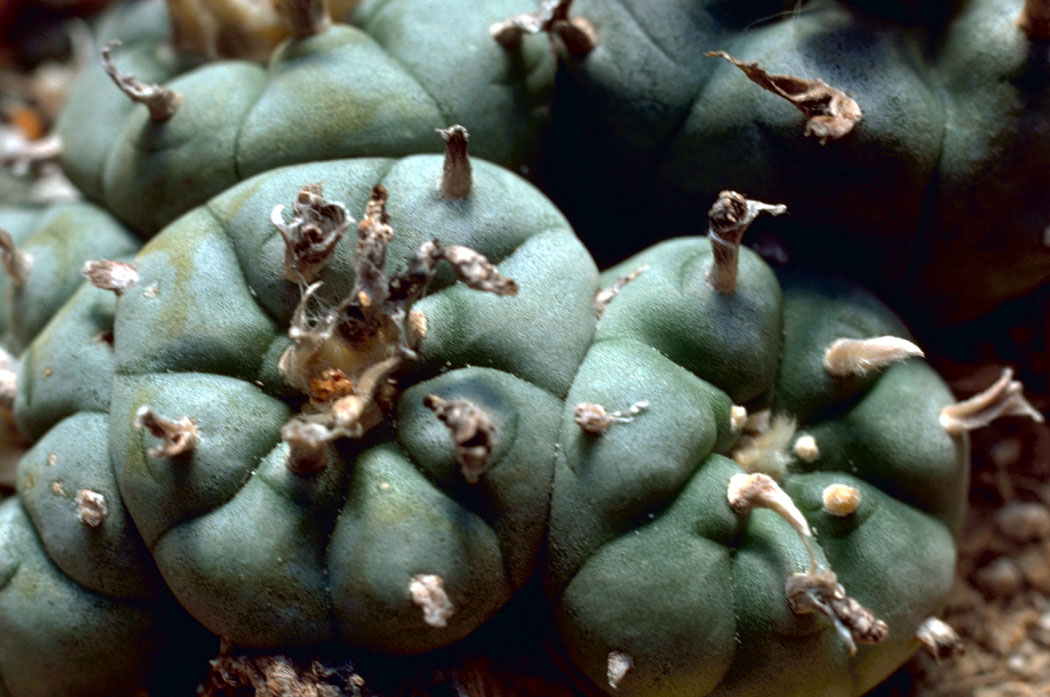
Peiote

Alguns estudos precursores poderiam ser citadosː entre estes, o estudo sistemático do Peiote o cacto Anhalonium lewinii em 1886 utilizado pelos índios do México e Sudoeste dos Estados Unidos (atualmente integrantes da Native American Church) pelos farmacologiastas Arthur Heffter e Ludwig Lewin que dele isoloram a Mescalina a partir do que se iniciaram estudos realizados por psicólogos famosos como Havelock Ellis , Jaensch e Weir Mitchell (Huxley, 1953/ 1965 ) e os estudos e experiência de Richard Spruce (1817-1893) e Alfred Russel Wallace (1823-1913) com a Ayahuasca na Amazônia na segunda metade do séc. XIX.
O uso de agentes psicodélicos na psicoterapia ocidental se iniciou na década de 1950, depois da proposição de uso do LSD por pesquisadores, feita por seu fabricante, Sandoz Laboratories. Pesquisas extensivas quanto ao uso experimental, quimioterapêutico e psicoterapêutico do LSD e substancias semelhantes classificadas como psicodélicas foram realizadas em todo o mundo por 15 anos após sua descoberta. Muitos estudos constataram que o uso das drogas psicodélicas facilitaram em muito os processos psicoterapêuticos, e provaram particular utilidade para pacientes com problemas que de outra forma seriam de difícil tratamento, incluindo sobretudo alcoólicos, dependentes de drogas, pacientes terminais, além de autistas, alguns tipos de enxaqueca (cefaleia em salvas) com esperanças de capacidade nas grandes patologias mentais tipo esquizofrenia, delinquência, ampliando a capacidade de reestruturação da personalidade de modo comparável à "lavagem cerebral" e conversão religiosa.  
Outra forma de traçar a história dessa prática é associar sua origem ao desenvolvimento da "narcoanálise" ou utilização do soro da verdade na prática jurídica. Atribui-se a origem da narcoanálise à descoberta de Arthur S. Lovenharth, 1916, e colaboradores na Universidade de Wisconsin, experimentando estimulantes respiratórios em pacientes esquizofrênicos catatônicos reafirmadas em estudos independentes de Erich Lindemann e Lawrence Z. Freedmann que mostravam a seletividade da ação psicotrópica e o "relaxamento verbal" dos estado de "sono crepuscular" induzido  Quanto a utilização jurídica atribui-se a utilização da escopolamina ao médico Robert House em voluntários na cadeia do condado de Dallas, Texas em 1922 (Freedman o.c.) e a Stephen Horsley, nos anos 1930, que inclusive propôs o termo narcoanálise para designar a ação de todos os produtos farmacêuticos incluídos no grupo dos narcóticos (amitalsódio, pentotalsódio, escopolamina etc.) com o objetivo de vencer a resistência dos indivíduos, levando-os a revelar a verdade. 
Entre os marcos históricos da sua utilização, estão as contribuições de:
Arthur Heffter (1859-1925)  identificou, em 1897 a mescalina como o princípio ativo no cacto peiote caracterizando suas propriedades farmacológicas usando experimentos com animais e autoexperiências, ele mostrou que a mescalina era o alcalóide responsável pelas profundas propriedades psicoativas do peiote.  
Lauretta Bender (1897-1987), uma neuropsiquiatra pediátrica, consultora do Child Psychiatry, New York State Department of Mental Hygiene, Creedmoor State Hospital, Queens Village que pesquisou sobre a utilização do LSD-25 para tratamento esquizofrenia e autismo infantil em 1959  
Humphry Osmond (1917 - 2004), conhecido por sua relação de amizade com Aldous Huxley (1894 — 1963), e proposição do termo psicodélico em 1957, talvez relacionando a utilização do LSD como soro da verdade, mas ampliando suas pesquisas para tratamento da esquizofrenia. Teve experiência com a "Native American Churh" e foi o diretor do Bureau of Research in Neurology and Psychiatry at the New Jersey Psychiatric Institute in Princeton e professor de psicologia na Universidade de Alabama e Birmingham.  
Timothy Leary (1920 - 1996), que trabalhou com os psicanalistas Harry Stack Sullivan (1892 - 1949), e Karen Horney (1885 - 1952) publicando nesse linha o livro "The Interpersonal Diagnosis of Personality", 1957 (O diagnóstico interpessoal da personalidade) e principalmente no Harvard Psilocybin Project juntamente com Richard Alpert (Ram Dass (1931-2019) e o psicólogo Ralph Metzner (1936-2019)  antes de voltar do México e fundar a League for Spiritual Discovery e ser expulso de Harvad por insistir no uso do, então proibido (6 de outubro de 1966) LSD.
Stanislav Grof (1931) é um psiquiatra checo, um dos principais desenvolvedores da psicologia transpessoal, que vive nos Estados Unidos desde a década de 60 e desenvolveu pesquisas sobre os estados alterados de consciência (EAC), através de experiências com o ácido lisérgico, LSD, e respiração holotrópica como meio de atingir esses estados e terapia.
Em meados da década de 1960, em resposta a interesses ainda não esclarecidos associados ao fracasso do uso militar do LSD e/ou em relação a proliferação do uso desautorizado das drogas psicodélicas pelo público em geral (especialmente a contracultura), vários passos foram dados para cortar seu uso. Cedendo à pressão do governo, em 1965 a Sandoz suspendeu a produção de LSD e, em muitos países, este foi banido, ou disponibilizado tão limitadamente que tornou difícil a sua pesquisa. Em 1980, a pesquisa autorizada em aplicações psicoterapêuticas de drogas psicodélicas tinha sido essencialmente descontinuada ao redor do mundo.   

## Possibilidades terapêuticas
Uma das intrigantes formas de uso de vegetais que contêm substâncias alucinógenas é o caso da Ipomoea purpurea ou I. violácea, conhecida como Glória da Manhã (Morning Glory), que, para alguns autores, corresponde ao ololiuhqui, que contém substâncias semelhantes ao ácido lisérgico e que faz parte do sistema etnomédico náuatle dos astecas/toltecas. Com essa planta, se prepara uma essência floral diluída centenas ou milhares de vezes, assim como os medicamentos homeopáticos. Observe-se que o seu elemento ativo básico é o LSA –  Amida do Ácido Lisérgico (Lysergic Acid Amides) e não a Dietilamida do Ácido Lisérgico (lysergic acid diethylamide) ou LSD. Ignora-se, entretanto, a possibilidade de ocorrer, espontaneamente, uma biotransformação e/ou os efeitos psicotrópicos específicos da Ergina (LSA) atuando em subtipos de receptores de serotonina ou dopamina.  
Como essência floral, a Ipomeia é comercializada em vários sistemas, como no Sistema Floral de Minas, com o nome de Ipomea, no Sistema Floral do Nordeste com o nome de Água Azul e no Sistema Florais da Califórnia com o nome de Morning Glory. A sua indicação é a recuperação dos usuários de drogas e de todos aqueles que possuem estilos de vida desregrados., 
As diferenças entre as distintas substâncias enteógenas ou mesmo sua presença em doses homeopáticas e/ou microdoses      (independente dos questionamentos da sua presença material  (dose infinitesimal) ou efeito placebo) reforçam a ideia que o efeito da substância e sua função terapêutica têm que ser compreendidos na perspectiva de um conjunto de expectativas e vivências (seting) simbólicas que o terapeuta precisa estar preparado para conduzir, pois não é apenas administrar a indicação e o risco de ingestão de um medicamento.   
O renovado interesse científico na medicina psicodélica está gerando novos conhecimentos tanto sobre uma classe de substâncias farmacológicas que os humanos há muito usavam para fins cerimoniais, terapêuticos e culturais como em ambientes de pesquisa clínica em todo o mundo, novas investigações estão ocorrendo sobre o uso dessas substancias para o tratamento de doenças como dependência de drogas, transtornos alimentares, depressão, angústia de fim de vida, ansiedade e transtorno de estresse pós-traumático (TEPT).   

## Perspectivas teóricas
Apesar de não legalmente instituída pelos órgãos de regulação e controle profissional do Brasil, no plano teórico já existem, como referido, pesquisas de resultados terapêuticos de seu emprego na medicina tradicional e/ou quanto a segurança de ser inofensivo à saúde seu consumo dentro das práticas tradicionais. Contudo no plano teórico ainda não se formou um consenso quanto à forma do método terapêutico ou linha teórica de atuação e sobre as diferenças das substancias classificadas como psicodislépticas. Sem dúvida esse conflito também reflete a própria dificuldade de conceituação e intervenção das teorias e técnicas psicoterápicas.   Entraves burocráticos e jurídicos também tem sido apontados para ainda não existir protocolos de pesquisa e aplicações terapêuticas já definidas.  
Reboreda e Fernández (o.c.)  assinalam a importância das escolas de psicologia profunda e psicologia transpessoal neste contexto de interpretação das experiências vivenciadas, aonde não se pode negar as contribuições e tentativas de explicação neurofisiológica estado ou efeito psicodélico. 
Para Grof, existem dois métodos básicos de utilização do LSD com fins terapêuticos: (1) Psicoterapia "potencializada" com LSD e (2) uso do LSD como elemento principal do processo terapêutico. Diversos protocolos de pesquisa, porém, vêm sendo desenvolvidos a partir das patologias com potencial terapêutico de reversão por sua utilização, a exemplo Psicoterapia com LSD (LSD – assisted psychotherapy) em pessoas sofrendo de ansiedade associado à estágio avançados de doenças terminais tal como o Psilocybin Cancer project do Departamento de Psiquiatria e Ciências do Comportamento da Johns Hopkins School of Medicine, ou proposições de intervenção que vem sendo desenvolvidas em centros para tratamento e recuperação de drogadição a exemplo do Takiwasi Centre. 
Já existem institutos que acompanham apoiam e desenvolvem pesquisas como o MAPS que é uma associação multidisciplinar para o estudo de substâncias psicodélicas e utilização medicinal da Cannabis sativa que tem como objeto de pesquisa o stress pós - traumático, drogadição;  Sociedades médicas como a SÄPT - Sociedade suíça de médicos para terapia psicodélica criada por Peter Baumann e no Brasil o NEIP -  Núcleo de Estudos Interdisciplinares Sobre Psicoativos, entre outras associações.
Considerando, então, esse conjunto de pesquisas das áreas médicas e sociais, o que se pode antever como proposição psicoterápica é a combinação das técnicas que possuem evidências clínicas no tratamento nos transtornos mentais já referidos a exemplo do emprego da psicologia analítica jungiana com pacientes terminais, as proposições da psicologia transpessoal principalmente porque inclui pesquisadores de substâncias psicodélicas como Stanislav Grof  ou associadas a outras formas de intervenção como o treinamento autógeno terapia cognitivo-comportamental no controle da drogadição e outros agravos, naturalmente além das intervenções que já se realizam a partir da psicofarmacologia e terapias com essências florais como no caso da Ipomoea purpurea  . 
Em recente publicação, pesquisadores dos departamentos de psiquiatria e neurociências da Johns Hopkins e da Divisão de Psiquiatria Infantil e Adolescente no Harbor-Ucla Medical Center chegaram a conclusão que em horas, substâncias psicoativas são capazes de induzir realinhamentos psicológicos profundos que exigiriam décadas para serem alcançados no divã (Griffiths; Grob, 2011) Entre outras fontes, fundamentaram-se em resultados de pesquisas realizadas na Universidade Johns Hopkins usando questionários originalmente desenvolvidos para avaliar experiências místicas que ocorriam sem drogas. Analisando, também, os estados psicológicos gerais dos participantes entre dois e 14 meses após a sessão com psilocibina. Os dados mostraram que os participantes experimentaram um aumento na autoconfiança, maior sensação de contentamento interior, melhor capacidade de tolerar frustrações, diminuição do nervosismo e aumento no bem-estar geral.

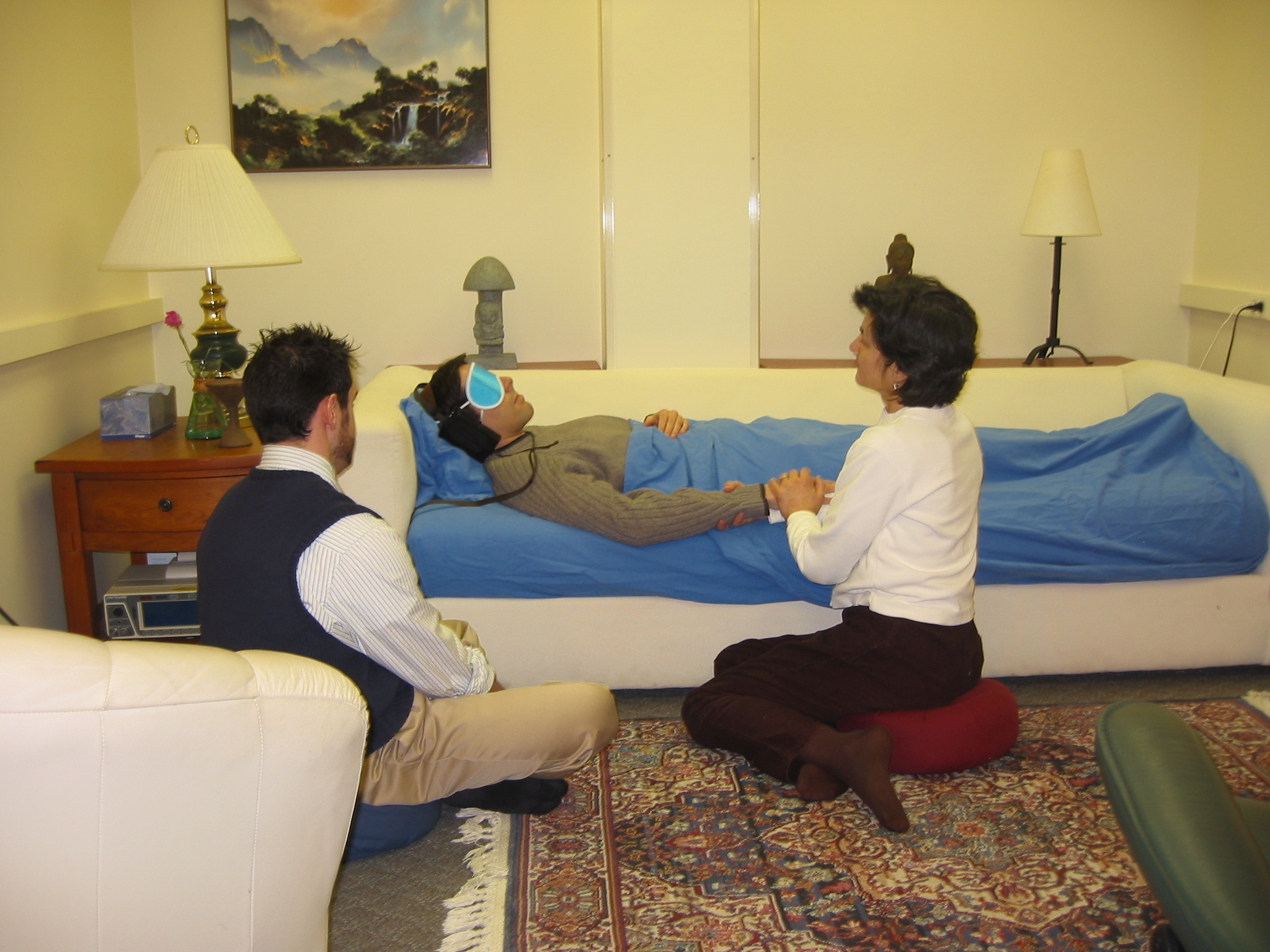
Secção de terapia com psilocibina na Universidade Johns Hopkins

Psicoterapia assistida por psilocibina para o tratamento da depressão está sendo pesquisada.
Além das instituições de pesquisa, não se podem ignorar, também, as contribuições dos principais centros urbanos brasileiros de utilização da hoasca: o Santo Daime, a União do Vegetal e nos EUA a Igreja Nativa Americana (Native American Church), que, em função de sua legitimação social e convívio com pesquisadores, vêm produzindo uma nova interface entre a ciência terapêutica e a religião.  

## Formação de terapeutas
A formação de terapeutas com tal especialização no momento no Brasil, nos Estados Unidos da América do Norte, em alguns países da América do Sul e em muitos países ainda é apenas uma possibilidade teórica, e/ou realizada em caráter experimental, pois a utilização de tais substâncias apenas é permitida no contexto de uso tradicional, delimitada por teorias, ainda díspares entre si, advindas da psiquiatria,  psicologia das religiões, antropologia da saúde e antropologia da religião, sendo controlada no Brasil pelo CONAD - Conselho Nacional de Políticas sobre Drogas e nos Estados Unidos pelo FDA - Food and Drug Administration e o DEA  - Drug Enforcement Administration.
Contudo existem já alguns protocolos de tratamento sendo revistos e em desenvolvimento.    Segundo Pollan, o Instituto de Estudos Integrais da Califórnia, fundado em 1968, especializado em psicologia transpessoal, onde Stanislav Grof deu aulas na instituição por muitos anos, foi o primeiro a oferecer um programa certificado de terapia psicodélica, nos EUA,em 2016. 
Para Schenberg  atualmente vivemos uma crise paradigmática onde transtornos mentais estão aumentando enquanto o desenvolvimento de novos medicamentos psiquiátricos está em declínio, e essa estagnação da inovação, também tem sido associada a intensos debates sobre os diagnósticos e explicações atuais para os transtornos mentais na psicologia e psiquiatria. Para ele a psicoterapia assistida por psicodélicos (PAP), ou seja, o uso supervisionado profissionalmente de cetamina, MDMA, psilocibina, LSD e ibogaína são os novos programas elaborados de psicoterapia envolvendo profissionais da medicina, psicologia e psiquiatria.